# Campaniai

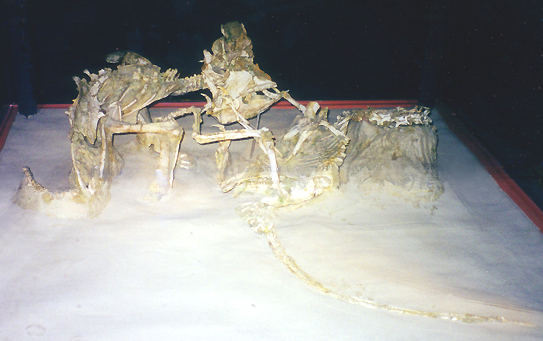
Az Amerikai Természettudományi Múzeumban található „harcoló dinoszauruszok” fosszília: velociraptor és protoceratops

A campaniai a kréta földtörténeti időszak utolsó, késő kréta korának utolsó előtti korszaka (vagy kőzetrétegtani fogalmak szerint „emelete”), a maastrichti korszak előtt és a santoni után. A campaniai 83,6 ± 0,2 millió évvel ezelőtt (mya) kezdődött és 72,1 ± 0,2 mya végződött.
Nevét a franciaországi Charente-Maritime megye Champagne falujáról kapta. Az eredeti típusfeltárás a szomszédos Charente megye Aubeterre-sur-Dronne faluja melletti kibukkanás, de az a rétegtan későbbi változásai nyomán ma már a maastrichti korszakba sorolódik.
Ebből a korszakból származnak a Jurassic Park című filmből ismert Velociraptor mongoliensis ragadozó dinoszaurusz fosszíliái, amelyek Mongóliában kerültek elő. Az egyik megtalált velociraptor halálakor (valószínűleg egy homokvihar temette be) éppen egy protoceratopsszal harcolt, amelynek a maradványait mellette találták, legalábbis a paleontológusok feltételezése szerint.